# ちびくろサンボ
『ちびくろサンボ』（英: The Story of Little Black Sambo）は、世界的に広く読まれている童話、絵本。もとは軍医であった夫とインドに滞在していたスコットランド人、ヘレン・バンナーマン（ヘレン・バナマン）が、自分の子供たちのために書いた手作りの絵本であった。のちに公刊され、多くの海賊版（後述）によって広く流布した。

## 概説

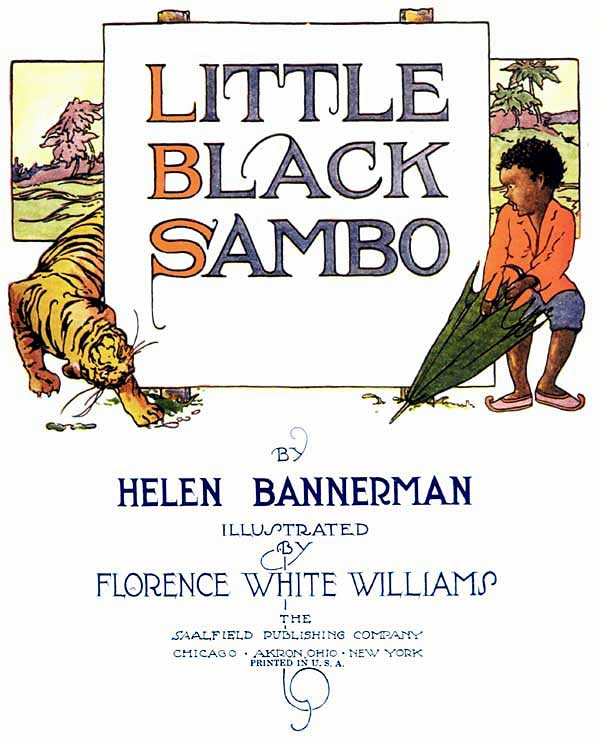
アメリカ版の表紙(1918年)

手作りの本として誕生した『ちびくろサンボ』は、知人を通してイギリスの出版社に紹介され、1899年に英国のグラント・リチャーズ社より初版が刊行された。子供の手に収まる小さな絵本で、文も絵もヘレン・バンナーマン自身によるものである。
著作権の混乱から、アメリカ合衆国ではいわゆる海賊版が横行した。改変された箇所も多く、特に絵は原作と違うものが使われることが多かった。その多くは主人公をインドの少年から、アメリカに住むアフリカ系黒人の少年に置き換えたものであった。このことが、後に人種差別問題と深く関わってくることになる。
またアメリカ版では、かなりの部分で設定の置き換えが行われた。一例をあげれば、主人公の少年が迷い込むジャングルは竹やぶから森に替えられ、またある挿絵では、少年の母親はアフリカ系婦人のふくよかな特徴を与えられた。しかしトラが登場する箇所に関しては、当時のアメリカの海賊版編集者の多くが実物を見たことがなく、イメージできなかったためか、改変を免れている。こうして一部の海賊版では、アフリカを想起させる背景描写と、インドを想起させるトラの混在が行われるようになった。

### 日本語版
日本で広く知られるようになった、岩波書店の日本語版『ちびくろ・さんぼ』（1953年（昭和28年）刊、120万部以上が売れたとされる）も、こうしたアメリカ版の1つであるマクミラン社版（1927年刊）に使われていたフランク・ドビアスの絵を用いている（ただし、岩波版では絵のレイアウトなどが、翻訳者である光吉夏弥によって改変されている）。日本でもアメリカ同様にこの絵本には著作権がないとみなされていたため、海賊版が横行し、国内の主要な出版社ほとんどすべてから70種類を越えるいろいろな『ちびくろサンボ』が出版された。日本で出版されたものの多くは、主人公の名前を「サンボ」と片仮名書きし、「ちびくろ」を平仮名で形容詞的に用いていたため、『ちびくろサンボ』という表記が最も一般的なものとなり、これらのいろいろな異本を総称する場合も『ちびくろサンボ』とするのが普通である（そこで、この項目でもこの表記を見出しとして用いている）。このように多くの異本が出回った中で、岩波書店版は最初に広く普及したものであったことから、オリジナルと違う絵が使われていたにもかかわらず、日本ではいわゆる定本と見なされてきた。
しかしその後、アメリカでの黒人の公民権運動の高まりと連動して黒人差別であるとの批判を受けるようになり、1988年（昭和63年）には出版社が一斉に絶版させる処置を行った（後述）。これにより岩波書店版を含め、事実上すべての出版社のものが自主的に絶版となり、書店から回収されるに至った。
一斉絶版問題以前には、ヘレン・バンナーマンによる原作そのままを日本語訳したものは出版されないままであった。原作そのものの日本語版が出版されたのは、1999年（平成11年）の『ちびくろさんぼのおはなし』（灘本昌久訳・径書房刊）が初めてである。同じ径書房から英語の完全復刻版も出版されている。

## ストーリー
主人公は、父ジャンボ・母マンボと一緒に暮らしている男の子、サンボである。
両親から新しい紫の靴・赤い上着・青いズボン・緑の傘をもらったサンボは、ジャングル（竹藪）に出かける。しかし通りかかった4頭のトラたちに喰われそうになり、身に着けたものを一つずつ与えることで許してもらう。サンボは裸にされ、号泣する。
一方4頭のトラたちは、戦利品を奪い合って尻尾を噛んで輪になって木の周りをぐるぐる回りはじめる。その間にサンボは、与えたものをすべて取り返すことに成功する。トラたちは最終的に溶けてギー（インドのバター）になってしまう。サンボ一家はそのギーでパンケーキを焼く。マンボは27枚、ジャンボは55枚、サンボは169枚も食べた。
双子の弟「ウーフ」「ムーフ」が生まれ（ともにサンボ自身による命名）、サンボは面倒をよく見る優しいお兄ちゃんになる。誕生日にはプレゼント（マグカップ・赤と青の色違いの帯）をして可愛がる。
ある日サンボが夕食の羊肉を焼く薪を取りに行ったすきに、双子は2匹の悪いサルに誘拐されてしまう。サルたちは、双子が逃げられないように高い椰子の木の上に隠す。
悲しみにくれるマンボとサンボ。サンボの必死の捜索の末、椰子の根元に置き去りになったマグカップと、樹上から降る双子の涙を発見し、双子が椰子の木に隠されていることが明らかになる。サンボはジャンボからもらった金槌で、長い釘を打ちながら足場を作って登っていくが、針のような葉に阻まれ、救出は失敗する。
サンボが木の下で泣いていると、ちょうど上空を飛んでいた一羽の大鷲が降りて来てサンボから事情を聞き、双子の救出を快く引き受ける。悪いサルたちは恐ろしい大鷲の姿を見て驚き、その場から逃げて行ったが、その様子を見た双子も大鷲を恐れ、樹上から出てこない。再び救出は失敗する。
困った大鷲はサンボに事情を説明し、今度はサンボを背中に乗せて樹上に向かう。サンボの姿を見た双子は安心して樹上から現れ、救出はようやく成功する。双子を大鷲の両肩に色違いの帯で縛って、3人とも家まで送ってもらう。
サンボたちは家で心配して待っていた両親と感動の再会を果たす。一家は双子を助けてもらったお礼として、夕食に食べるはずだった羊肉を大鷲に全部与え、大鷲は喜んでその羊肉を自分の子供たちのために持ち帰る。大鷲の親子は羊肉を、サンボ一家は代わりにマンボが焼いたパンケーキをお腹いっぱい食べ、両者ともに大御馳走でハッピーエンドとなるが、悪いサルたちだけは何も食べる物がなかったという。

## 一斉絶版以前の日本版での設定
ストーリーは上述の通りであったが、当時発行された多くの本は、細かい設定を若干オリジナルから改変したところもあった。
服装
サンボのズボンは当時日本の子供が広く着用していた半ズボンとしたものが多かった。また裸体のサンボは、オリジナル版では黄色い腰布を巻いていたが日本版の多くは白い腰布を巻いていたものが多かった（一部は全裸のものもあった）。顔立ちなども日本人風に描かれた例が多い。サンボの母にはサリーを着用していたものが多かったが、サンボの衣服は日本式の（あるいはアジア式の）織機で作った例がある。
台詞
サンボが出かけるとき、サンボの母はサンボに「服を汚さないでね」と呼びかける例が多い。またトラはサンボの服を奪うとき、「俺様」と自称するものが多い。

## 一斉絶版問題
イギリスでもアメリカでも、この絵本は広く受け入れられ、一時は黒人のイメージを向上させる本として図書館の推薦図書にまでなっていたが、公民権運動が進展した1970年以降に人種差別との関連性が指摘されはじめ、各地の書店や図書館から姿を消した（しかし、発売禁止や絶版の措置が取られたわけではなく、注文すれば購入できる状態ではあった）。
問題とされたのは、作品の中の男の子の名前「サンボ」がアメリカ合衆国とイギリスにおける黒人に対する蔑称と共通しているということ、サンボが169枚のパンケーキを平らげる描写が「大喰らいの黒人」を馬鹿にしているのではないか、サンボの派手なファッションは黒人の美的センスを見くびっている、黒人のステレオタイプな表現などである。

### 1953年に日本語版出版
日本でも1953年（昭和28年）に岩波版が登場して以来、常に人気の高い絵本であり、主要な出版社から70種類を越えるいろいろな版が出版されていた。1971年と1976年には光村図書刊行の教科書『しょうがくしんこくご 二年上』に掲載されている。
1974年には児童文学家の灰谷健次郎が「おやすみなさい『ちびくろ・さんぼ』」において、差別的であると指摘しているが、鳥越信や石井桃子による「良書である」という評価が優勢であり、大きな動きにならなかった。

### 1988年の絶版騒動
1988年、事実上すべての出版社がこの絵本の出版を自主的に取りやめてしまうことになった。1988年7月22日の『ワシントン・ポスト』に掲載されたそごう東京店の黒人マネキンに対する批判記事（マーガレット・シャピロ／東郷茂彦記者）を発端として海外の黒人表現を見直す動きに誘発され、当時結成したばかりの有田喜美子とその家族で構成される市民団体「黒人差別をなくす会」がこの絵本の主要な発売主である岩波書店およびその他の「サンボ」の日本語版絵本を出版していた各出版社に対して、本書は差別的であると抗議。岩波書店はこの本を絶版にし、他の出版社もこれに追随した。
当時オリンピック誘致活動を行っていた長野市では、市内の学校や家庭にある『ちびくろサンボ』の書籍を廃棄処分にするようにという要請を行ったが、行き過ぎであるという批判もあり、撤回されている。これらは、マスコミによって大きく取り上げられ、差別表現に神経質となった世論の影響が大きい。またカルピスの商標、ダッコちゃん人形など、その他の黒人表現の自主規制にも繋がった。
さらにこの運動の余波を受け、1989年には堺市女性団体連絡協議会が「童話・絵本研究会」を設立し、『白雪姫』『みにくいアヒルの子』『こぶとりじいさん』などが差別的であるとして修正・改善を求める要望を各出版社に送るなど、童話に関連する差別問題は賛否両論を起こした。
こうした絶版措置を支持する声もある一方で、『ちびくろサンボ』に愛着を持つ人々からは絶版措置に不満が起った。

### 本件に関する備考
なお一部では、「発売禁止」措置が取られたかのように誤解されているが、出版社による自主的な市場からの撤退であり、発売禁止になったわけではない。日本では言論出版の自由が日本国憲法に明記されており、地方裁判所の事前抑制として、出版差し止めの仮執行を行うことが理論的には可能なことを除いては、民間や政府が「発売禁止」を行うことはできない。
またサンボの名についてはタミル人の文化から名付けられたとも指摘されている。タミルでのサンボ（Sambo）の名前自体、ヒンドゥー教のシヴァ神からの由来の名前の一つ、シャンボー（Shambho）の変化した名前であり、タミルの現地ではサンボの名前は幅広く使われている。作者のヘレン・バンナーマン自身、ヒンドゥー教を信仰するタミル人が住む南インドのタミル・ナードゥ州マドラスに在住していた事からバンナーマンもインドでイラストを描いた際、現地のサンボを視覚的に描いていたとも指摘されている。なのでサンボとは黒人の事では無く、作品に登場するサンボと言う名前のタミル人の子供の事を示しているとの指摘もある。
同様の植民地時代における黒人蔑視の思想を孕んでいると指摘される作品としては、『ぞうのババール』、『ドリトル先生』シリーズなどがあるが、それらのいずれも日本国内で絶版措置はとられていない。
2005年（平成17年）守一雄は、1988年に岩波書店がこの本を一斉に絶版にした真の理由は、この本の出版契約を正式に交わしておらず、著作権上の問題があったためではないかという指摘をしている。

## 日本における復刊
1989年（平成元年）、一斉絶版措置に反対して『ブラック・サンボくん』（山本まつよ訳・阪西明子絵、子ども文庫の会）が出版されたが、大手の取次店での取扱いがなされなかったため、一般にはほとんど知られないままであった。
1997年（平成9年）10月、当時信州大学教育学部助教授の守一雄は「森まりも」という筆名で『チビクロさんぽ』という改作を北大路書房から出版した。この改作本は原作のストーリーはそのままに、主人公を「サンボ」から「チビクロ」という名前の犬に変更し、その犬が散歩するという設定にすることで差別問題を回避したものであった。また、原作者ヘレン・バンナーマンの著作権継承者であるイギリスのRagged Bears Publishing社との契約により著作権の問題も解決されていた。この改作絵本には改作者の守一雄による解説小冊子が付録として付けられていた。それでも、本作出版後には、岩波版絶版のきっかけとなったといわれる市民団体「黒人差別をなくす会」から北大路書房への抗議が寄せられた。両者のやりとりは守一雄のウェブサイトの該当ページに公開されている。『チビクロさんぽ』出版をめぐっては、東京大学大学院教育学研究科教授市川伸一による『チビクロさんぽ』の出版は是か非か』という改作者らを交えた心理学者による電子討論の記録が出版されている。
1997年から1998年にかけては、主人公はアフリカ系黒人のまま名前をSamとしてストーリーも改変したSam and the Tigers（1996、邦訳『おしゃれなサムとバターになったトラ』）や、イラストを本来のインド風にして主人公とその家族を  ババジ（Babaji）、ママジ（Mamaji）、パパジ（Papaji）としたThe Story of Little Babaji（1996、邦訳『トラのバターのパンケーキ』）というアメリカでの改作の翻訳版の出版も相次いだ。
1999年（平成11年）5月には径書房から、『ちびくろさんぼのおはなし』が原著と同じ内容、装丁、タイトルで復刊され、2カ月で8万部を売った。訳者は灘本昌久。また彼の著書には『ちびくろサンボ』擁護の立場に立ってその経緯や差別論に関する議論をまとめた『ちびくろサンボよ すこやかによみがえれ』がある。灘本昌久の報告によると、絶版騒動の際に『ちびくろサンボ』の刊行を批判していた部落解放同盟中央本部のある、部落解放センターの書籍売場にこの2冊が平積みされていたという。
2005年（平成17年）6月に著作権の切れた岩波版（光吉夏弥訳）の『ちびくろ・さんぼ』が瑞雲舎から17年ぶりに復刊され、5カ月で15万部を売った。ただし、岩波版は原作でなく、黒人の人種的特長を誇張で問題になっているフランク・ドビアスの絵柄を基にした、かつての絶版騒動の頃と違い、国内のマスコミが静観したこともあって、特に大きな問題となっていない。岩波書店はこの復刊を編集権の侵害として抗議したとされている。また、旧岩波版が抱えていた著作権問題は新しい瑞雲舎版でも解決されないままである。瑞雲舎は、その後も、もともとは岩波版1冊に収められていた、もうひとつのストーリーを別冊にして『ちびくろ・さんぼ2』、ヘレン・バンナーマンによる別の絵本を原作としたストーリーを『ちびくろ・さんぼ3』と銘打って出版。ただし、主人公が女の子から男の子になるなど、内容面はほとんど違う物語といえる程度に改変されている。
2008年（平成20年）6月、径書房が岩波版『ちびくろ・さんぼ』のもとになった、アメリカ版原書を忠実に再現した『ちびくろサンボ』を出版。岩波版では、サイズなどの規定によって、まるまるカットされたり、切り貼りや左右反転といった形で流用されていたイラストも、原形のまま掲載している。

## 書籍情報
- 『チビクロひるね』（森まりも、北大路書房）ISBN 4-76282-117-9
- 『The Story of Little Black Sambo』（ヘレン・バナーマン、灘本昌久、径書房）ISBN 4-77050-172-2

## 関連書籍
- 径書房編集部『ちびくろサンボ絶版を考える』（1990年8月、径書房）ISBN 4-77050-087-4
- 杉尾敏明、棚橋美代子『ちびくろサンボとピノキオ―差別と表現・教育の自由』（1990年12月、青木書店）ISBN 4-25090-042-8
- 杉尾敏明、棚橋美代子『焼かれた「ちびくろサンボ」―人種差別と表現・教育の自由』（1992年11月、青木書店）ISBN 4-25092-030-5
- エリザベス・ヘイ『さよならサンボ―『ちびくろサンボの物語』とヘレン・バナマン』（ゆあさふみえ 訳、1993年1月、平凡社）ISBN 4-58233-308-7
- ジョゼフ・ボスキン『サンボ―アメリカの人種偏見と黒人差別』（斎藤省三 訳、2004年7月、明石書店）ISBN 4-75031-938-4